# Aïn Bouziane
Aïn Bouziane è un comune dell'Algeria, situato nella provincia di Skikda.